# Sette fili di canapa
Sette fili di canapa è il primo album di Mario Castelnuovo, pubblicato nel 1982.

## Descrizione
Dopo il successo di Oceania e di Sette fili di canapa, presentata al Festival di Sanremo 1982, la It pubblica un 33 giri, prodotto da Amedeo Minghi, con lo stesso titolo del successo sanremese: il disco contiene le quattro canzoni già uscite su 45 giri (oltre alle due ricordate, Sangue fragile e Viale dei persi) e quattro nuovi brani, tra i quali vi è Illa, una storia di droga trasfigurata in maniera poetica, che viene presentata in alcuni passaggi televisivi oltre che al Festivalbar.
Le canzoni sono tutte scritte da Castelnuovo, tranne Sangue fragile, la cui musica è scritta in collaborazione da Minghi, e Strasburgo 1979 che è una sonata per pianoforte di Franz Schubert a cui Castelnuovo aveva inserito un testo; inoltre vi è una canzone, Trame, che viene cantata in falsetto, ed un'altra, 160 km da Roma, che descrive Celle sul Rigo, il paesino della provincia senese di cui è originaria la madre del cantautore.
Tra i musicisti presenti nel disco sono da citare il batterista Walter Martino, figlio del cantautore Bruno, Romano Musumarra, tastierista de La Bottega dell'Arte e Bernardo Lafonte (nome d'arte di Bernardo Finocchi, componente del gruppo di rock progressivo Blocco mentale).
Il disco è stato registrato nei Pomodoro Studio, ed il tecnico del suono è Ermanno Romano; gli archi invece sono stati sovrapposti al Mammouth Studio, dove è stato effettuato anche il missaggio da Giuseppe Bernardini.
In copertina vi è un primo piano del cantautore, fotografato da Michelangelo Giuliani; la busta interna riporta i testi delle canzoni scritti a mano da Castelnuovo.
L'album è stato ristampato in CD nel 1998 dalla M.P. Records.

## Tracce
Lato A
1. Sette fili di canapa (Mario Castelnuovo)
2. Viale dei persi (Mario Castelnuovo)
3. 160 km da Roma (Mario Castelnuovo)
4. Sangue fragile (testo: Mario Castelnuovo – musica: Amedeo Minghi)

Lato B
1. Illa (Mario Castelnuovo)
2. Strasburgo 1979 (Rielaborazione di Amedeo Minghi) (testo: Mario Castelnuovo – musica: Franz Schubert)
3. Trame (Mario Castelnuovo)
4. Oceania (Mario Castelnuovo)

## Formazione
- Mario Castelnuovo – voce, chitarra
- Walter Martino – batteria
- Massimo Buzzi – batteria
- Dino Kappa – basso
- Romano Musumarra – tastiera, chitarra
- Amedeo Minghi – pianoforte, tastiera
- Bernardo Lafonte – sassofono
- Alfredo Rizzo – voce recitante (traccia 3)
- Orchestra d'archi (non sono riportati i nomi dei musicisti)